# Katie White (femme politique)
Katie Jayne White (née 1980 ou 1981) est une femme politique du Parti travailliste britannique qui est députée de Leeds Nord-Ouest depuis 2024.

## Jeunesse et carrière
White est née et grandit à Adel, Leeds. Elle fait ses études à la Leeds Girls' High School et obtient une maîtrise en politique de l'Université de Glasgow en 2003.
Après avoir obtenu son diplôme, White effectue un stage à Washington DC où elle s'intéresse pour la première fois à la question du changement climatique. Elle travaille ensuite chez Friends of the Earth, où elle codirige la campagne pour la loi sur le changement climatique de 2008,.
En 2009, White aide le gouvernement britannique à préparer la Conférence des Nations Unies sur les changements climatiques à Copenhague et continue à travailler au sein du ministère de l'Énergie et du Changement climatique nouvellement créé. D'octobre 2012 à avril 2014, elle est directrice des campagnes européennes de One.org, puis elle devient directrice de campagnes indépendante.
Elle travaille pour le WWF en tant que directrice des campagnes et du plaidoyer de septembre 2019 à avril 2024, et en 2019, elle rejoint l'opérateur d'école privée Nord Anglia Education, dirigeant sa fondation caritative. White est administratrice de la Mindfulness Initiative, qui travaille avec les personnalités politiques pour introduire la pratique de la pleine conscience dans l'élaboration des politiques.

## Carrière parlementaire
À la suite d'une manifestation à Leeds Nord-Ouest en novembre 2023, White est choisie comme candidate du Parti travailliste pour les élections générales du 4 juillet 2024. Elle remporte le siège avec 46 % des voix et une majorité de 11 896 voix sur le candidat conservateur arrivé deuxième.

## Vie personnelle
White est marié à Sam White, conseiller politique de Keir Starmer et a deux enfants,. Le travail de campagne de White lui vaut d'être nommée OBE lors des Birthday Honours de 2013.